# Al Maghtas
Al Maghtas (tiếng Ả Rập: المغطس), có nghĩa là "rửa tội" trong tiếng Ả Rập) là một địa điểm nằm ở bên bờ sông Jordan thuộc Jordan, cách 10 km về phía đông nam Jericho. Đây là nơi mà hầu hết các học giả hiện đại cũng như các nhà khảo cổ học tin rằng đã diễn ra Lễ Phép Rửa của Chúa Giê-su. Điều này đã được đưa ra trong các sách Phúc Âm Mátthêu, Máccô và Luca, khi Chúa tìm đến sông Jordan để xin Gioan Baotixita cử hành phép rửa cho mình.
Trong thế kỷ 19, đây là tu viện Giáo hội Chính thống Hy Lạp. Năm 1994, UNESCO tài trợ cho quá trình khai quật khảo cổ tại đây. Giáo hoàng Gioan Phaolô II đã đến thăm địa điểm này vào tháng 3 năm 2000 còn Đức Giáo hoàng Biển Đức XVI cũng đã đến thăm vào tháng 5 năm 2009. Trong năm 2007, một bộ phim tài liệu mang tên The Baptism of Jesus Christ - Uncovering Bethany Beyond the Jordan đã được thực hiện để nói về địa điểm này.
Năm 2015, UNESCO đã công nhận địa điểm này cùng với Tell Mar Elias và khu vực quanh nhà thờ Gioan Baotixita là một di sản thế giới.